# ジョリーパスタ

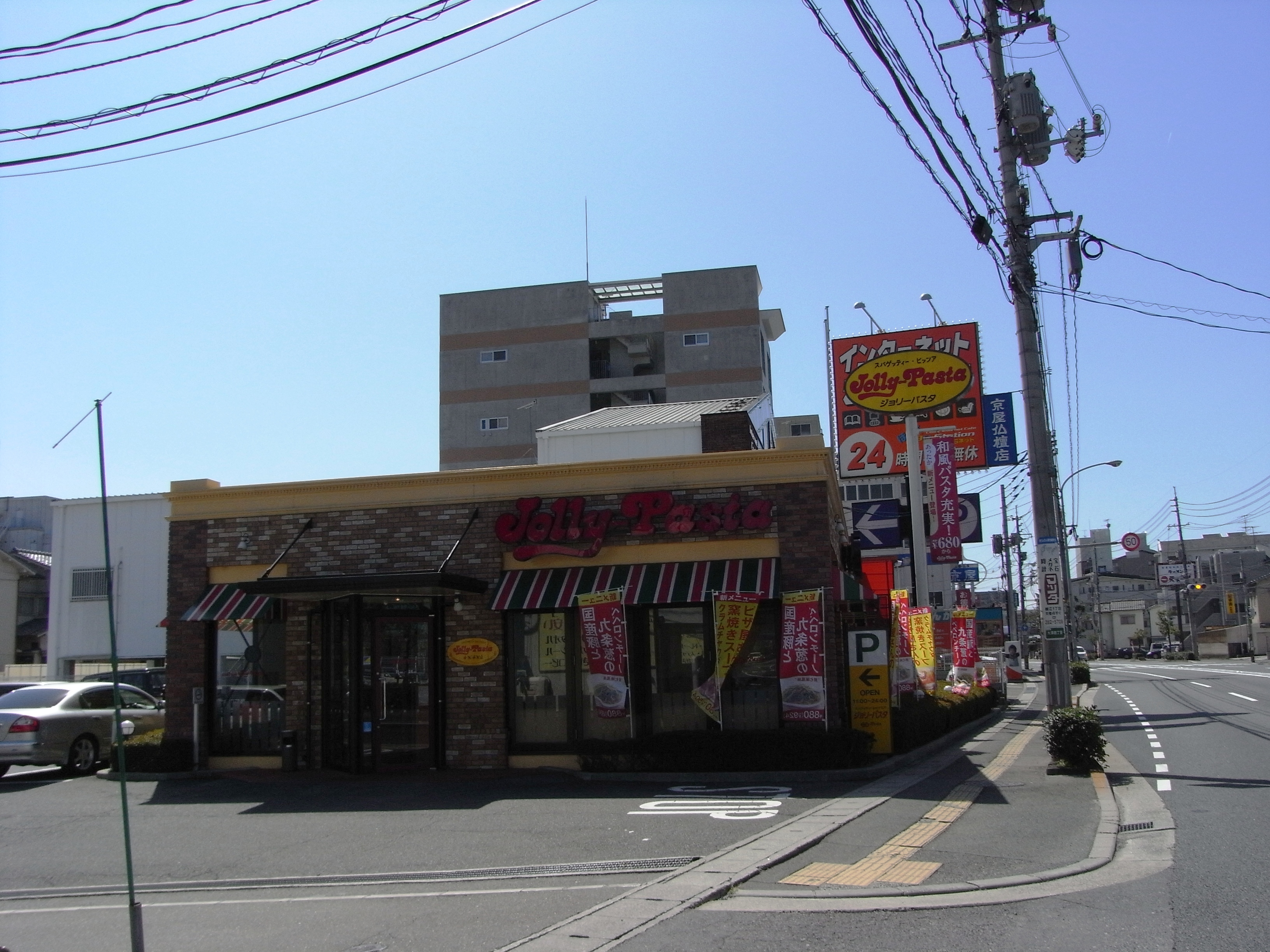
ジョリーパスタ府中店

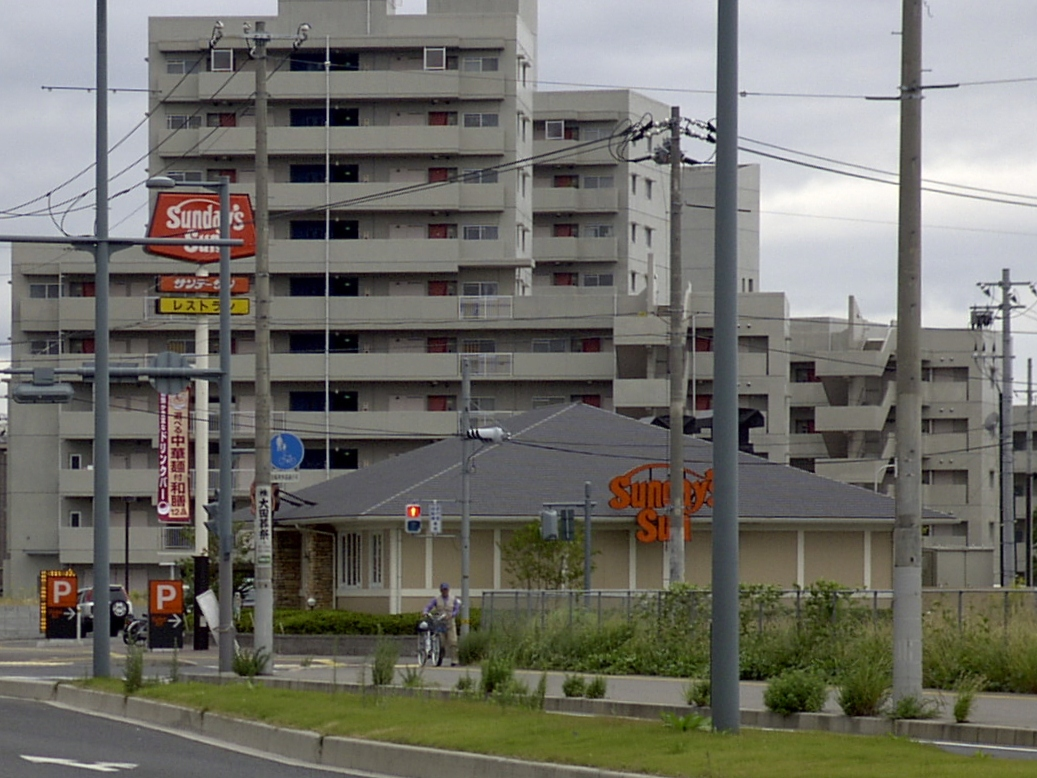
サンデーサン

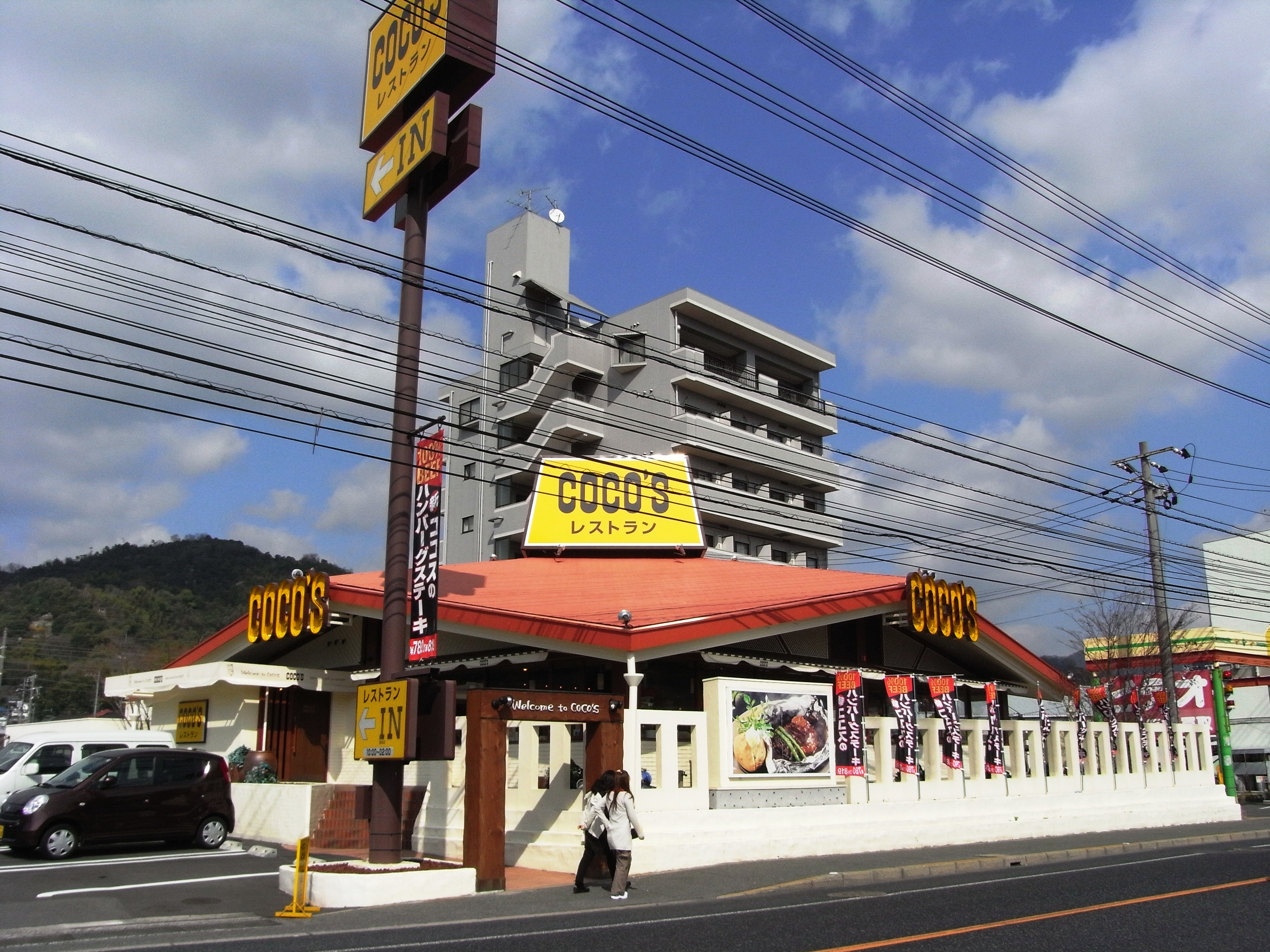
ココス船越店
旧来のサンデーサンの標準的な店舗形状

株式会社ジョリーパスタ（英: Jolly-Pasta CO.,LTD.）は、ファミリーレストランを運営する日本の外食産業チェーン企業。ゼンショーグループの企業であり、グループレストラン事業の統括会社である日本レストランホールディングスの完全子会社。本店及び本社事務所はゼンショーグループ各社の本社が入居する東京都港区のJR品川イーストビルに所在。
山口県にて「株式会社サンデーサン」として設立、2013年8月1日に商号を「株式会社ジョリーパスタ」に変更している。

## 概要
元々は広島県・山口県の自動車ディーラーを中心とした企業グループ「卜部グループ」の代表である卜部博文が「日曜日の憩いとなる店を作りたい」との願いから1971年にグループ傘下のトヨタカローラ山口の子会社として誕生させた外食企業である。旧社名と同名の総合型ファミリーレストラン「サンデーサン」、パスタをメインとしたファミリーレストラン「ジョリーパスタ」をメインに複数の業態で店舗展開を行っていた。
しかし、中食産業の隆盛など外食産業全体の経営環境の変化に伴い、経営状況が悪化。一時は新規出店を中止し不採算店舗の閉店を進めると共に一部既存店の業態転換と並行して、2006年度には固定資産の減損会計処理が適用されることを見据えた財務体質の改善のため、卜部グループによる増資（卜部グループの設立した持株会社「SUNホールディングス」への第三者割当増資）を行う。
このような状況の中、2007年に牛丼チェーン店「すき家」等を運営する外食産業大手のゼンショーがサンデーサンに対して株式公開買付け（TOB）を実施。サンデーサン側も経営基盤強化のためとしてこれを受け入れ、TOB成立後にゼンショーグループ入りした。このときにゼンショーは買い付け予定数を制限してTOBを行ったが、創業家の卜部一族は取締役を全員退任している。その後も卜部グループはトヨタカローラ山口を通じて少数株式を保有していたが、2019年8月1日に株式交換によりゼンショーホールディングスの完全子会社となった。
ゼンショーグループ全体においては、主力事業の一つである「サンデーサン」事業が、グループの中核事業の一つでありココスジャパンが展開する「COCO'S」と業態が重なることもあり、グループ内での事業譲渡により総合型ファミリーレストランの店舗ブランドを「COCO'S」に事実上集約、イタリアンファミリーレストラン事業に注力している状況である。なお、2019年9月1日をもってココスジャパン共々、ゼンショーが完全子会社として設立した事業統括会社（中間持株会社）の日本レストランホールディングス傘下となった。

## 店舗展開
北海道から沖縄にかけての44都道府県に「ジョリーパスタ」319店舗（2025年2月末現在）を展開する。未出店なのは青森県・秋田県・高知県。
「ジョリーパスタ」の他に、創業地でもある山口県周南市にてステーキレストラン「ジョリーオックス」を1店舗のみ運営する（この業態は過去に福岡市及び神奈川県横浜市等に数店舗が存在したのみ）。
他に以下の業態の店舗が存在したが、全て閉店またはブランド変更している。
- サンデーサン - 総合型ファミリーレストラン。ゼンショーグループの「Coco's」「ビッグボーイ」へ業態転換（事業譲渡）。
- フラカッソ - イタリアンファミリーレストラン。2013年までにゼンショーグループの「COCO'S」「ビッグボーイ」へ業態転換（事業譲渡）。
- ジーナジーノ / ジーナ - イタリアンレストラン。2007年までに「ジョリーパスタ」店舗にリニューアル。
- ジョリーピアット - カフェメニューを充実させた「ジョリーパスタ」のリニューアル店舗。2006年3月から展開[4]し「ジョリーパスタ」の3分の1程度をリニューアルする予定としていたが、2007年7月に「ジョリーパスタ」店舗に再リニューアル。
- 陽介 - 和風ファミリーレストラン。2005年から展開するが、2007年7月に「ジョリーパスタ」店舗にリニューアル。
- グルメ回転すし勢 - 回転寿司。

詳しい店舗一覧は公式サイト参照。

## 沿革
- 1971年10月 - 山口県徳山市（現・周南市）にて株式会社サンデーサン創業、出店。
- 1976年2月 - 山口県徳山市（現・周南市）に郊外型店舗「サンデーサン」1号店出店。
- 1978年2月 - 横浜市に関東地区1号店を出店。
- 1980年12月 - 京都市に関西地区1号店を出店。
- 1981年12月 - セントラルキッチンを山口県新南陽市（現・周南市）に建設し、本社を移転。
- 1983年9月 - 東京都に「ジョリーパスタ」1号店出店。
- 1990年12月12日 - 株式を広島証券取引所に上場。
- 1993年 - 広島ココス（ココスジャパンのフランチャイジー）を買収。
- 2000年3月 - 広島証券取引所廃止のため、東京証券取引所第2部に上場。
- 2006年4月 - 一部を除く各店舗に電子マネー「Edy」及び非接触型後払い決済「QUICPay」を導入。
- 2007年
  - 2月15日 - ゼンショーが、サンデーサンに対して友好的株式公開買付け（TOB）を発表[3]。
  - 3月16日 - ゼンショーがサンデーサン発行済み株式の52.13%を取得し、TOBが成立したと発表[5]。3月26日付けを以てゼンショーの連結子会社となる。
  - 9月25日 - サンデーサンの経営資源をジョリーパスタ店舗に集中させるため、サンデーサン事業部門について簡易分割の手法により子会社「株式会社CS」「株式会社BS」に会社分割。11月1日付で株式会社CSの株式をココスジャパンに、株式会社BSの株式をビッグボーイジャパンに売却（実質的な営業譲渡）。サンデーサンとしての店舗は山口宇部空港内の1箇所のみが残された。
  - 12月 - 「Edy」「QUICPay」の使用を中止。
- 2008年
  - 1月1日 - ゼンショーの本社がある東京都港区に本社を移転。山口の本社は「徳山本部」とする。
  - サンデーサンとして残っていた山口宇部空港店（ココスジャパンに譲渡）を含めた全てのサンデーサン店舗の事業譲渡および閉店が完了し、サンデーサン店舗は消滅。
- 2013年
  - 8月1日 - 株式会社ジョリーパスタに社名変更[6]。
  - 11月 - フラカッソ店舗が消滅。
- 2019年
  - 7月30日 - 東京証券取引所第2部上場廃止。
  - 8月1日 - 株式交換により、ゼンショーホールディングスの完全子会社となる[7]。
  - 9月1日 - ゼンショーグループ再編に伴い、日本レストランホールディングスの完全子会社となる。
  - 9月12日 - 江別市に北海道地区1号店出店。

## メディアへの登場
サンデーサン時代、東京都内にあった店舗がテレビ番組の収録に使用された。
二子玉川店（世田谷区）はテレビドラマの舞台またはロケ地として使用され、中野店（中野区）はバラエティ番組の企画が行われた。
なお二子玉川店はビッグボーイに、中野店はココスに転換されている。
二子玉川店
- 14才の母 - 作中、主人公の母（田中美佐子）のパート勤務先として登場。
- 花より男子 - 主人公の2人（松本潤、井上真央）の登場するシーンのロケが行われた。

中野店
- ダウンタウンのごっつええ感じ - 「10万円分食べよう」の企画（第3回目）に登場。
- いきなり!黄金伝説。 - 「ファミリーレストランのメニューを全部食べつくす男」の第1回の舞台。

このほか、お願い!ランキング（テレビ朝日）では2013年2月5日放送分・2013年11月26日放送分で「ジョリーパスタ」が取り上げられ、審査員 川越達也・斉藤美穂らによるランキングが発表された。